# Карабаш
Караба́ш (башк. Ҡарабаш) — місто обласного підпорядкування в Челябінській області Російської Федерації. Місто розташоване на Південному Уралі, на річці Сак-Єлга, за 90 км від Челябінська. Побудоване на території старої копальні. Є одним з найбільших мідеплавильних центрів Росії. Відомий своєю важкою екологічною ситуацією.

## Топонімія
Ойконім Карабаш походить від однойменного ороніма, який має тюркське походження і означає «чорна голова/вершина». Можна припустити зв'язок цієї назви з язичницькими віруваннями східних башкир, які здавна населяють цю місцевість. Також варто відзначити, що скелі на вершині гори складені з незвично темних для даної місцевості порід.

## Історія
Вважається, що історія Карабаша починається з заснування в 1822 році заводчиком Григорієм Зотовим Соймановського селища в однойменній долині поблизу гори Карабаш.
Соймановський займався миттям золота, так як в долині були відкриті золотоносні розсипи в заплаві Сак-Єлги. В XIX столітті в долині були відкриті поклади мідної руди, а в 1837 р був побудований перший мідеплавильний завод, який проіснував п'ять років.

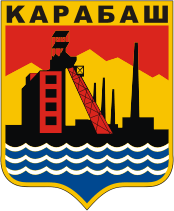
Герб (1997)

Старий мідний завод був другим мідним заводом в долині і був побудований в 1907 р У цьому ж році куплений англійської гірської компанією під керівництвом Леслі Уркварта. Цей завод пропрацював три роки.
У грудні 1909 року була відкрита вузькоколійна залізниця Киштим — Карабаш.
У 1910-му р в долині біля гори Карабаш був запущений новий мідеплавильний завод, який працює досі. Через п'ять років після відкриття завод виробляв третю частину всієї російської міді.
У 1950-1970-ті роки інтенсифікується зростання міста. Зводиться безліч нових житлових будинків, підводиться газопровід, добудовується і вводиться в дію Кіалімське водосховище. В цей же час відбувається зниження кількості населення до 20 тис. чоловік внаслідок закриття шахт. Цей час характеризується також загостренням екологічних проблем, пов'язаних з брудним мідним виробництвом і фактично відсутністю задовольняють споруд з очищення викидів і відходів виробництва.
До кінця 1980-х років навіть при очевидній глибокої кризової ситуації в екології міста (екологія погіршується настільки, що в місті вимирає рослинність) і всіх пов'язаних з нею сферах життя міста, влада не вирішується закрити завод. У кінці 1989 року це все-таки трапляється і старе металургійне виробництво зупиняється. П'ята частина населення міста залишається без роботи. Соціальна обстановка міста зазнає в цей час глибокої кризи. Населення міста зменшується до 15 тис. чоловік.
У 1998 році в місті поновлюється мідеплавильне виробництво через загострення соціально-економічної ситуації. За іншою версією виробництво було запущено приватними власниками комбінату для отримання прибутку.

## Населення
| 1931    | 1939    | 1959    | 1967    | 1970    | 1979    | 1989    |
| ------- | ------- | ------- | ------- | ------- | ------- | ------- |
| 8300    | ↗38 300 | ↘24 925 | ↘22 000 | ↘20 018 | ↘17 619 | ↘17 006 |
| 1992    | 1996    | 1998    | 2002    | 2003    | 2005    | 2006    |
| ↘16 400 | ↘14 900 | ↘14 500 | ↗15 942 | ↘15 900 | ↘15 700 | ↘15 500 |
| 2007    | 2008    | 2009    | 2010    | 2011    | 2012    | 2013    |
| ↘15 400 | ↘14 023 | ↗15 227 | ↘13 152 | ↘13 059 | ↘12 741 | ↘12 255 |
| 2014    | 2015    | 2016    | 2017    |         |         |         |
| ↘11 900 | ↘11 593 | ↘11 336 | ↘11 178 |         |         |         |

## Економіка

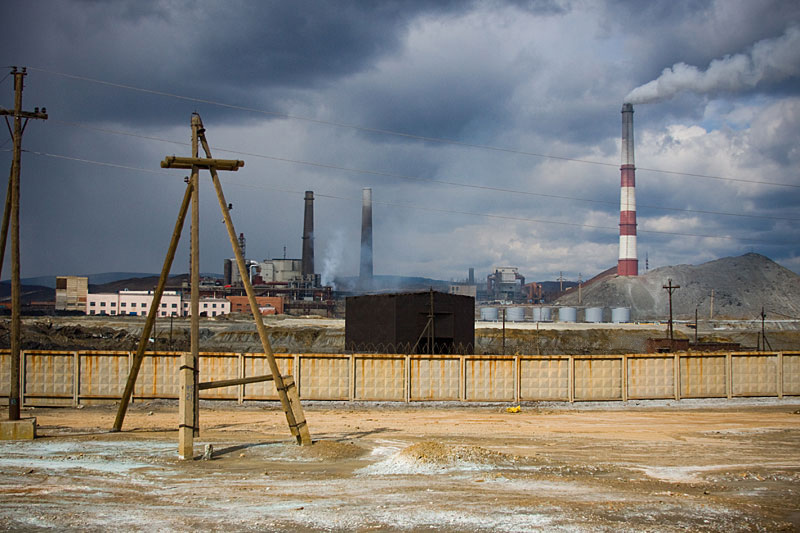
Околиці заводу в другій половині 2000-х.

Містоутворююче підприємство — ЗАТ «Карабашмідь».
У місті також є хлібокомбінат, радіозавод «Жовтень», два абразивних заводи.

## Найзабрудненіше місто світу

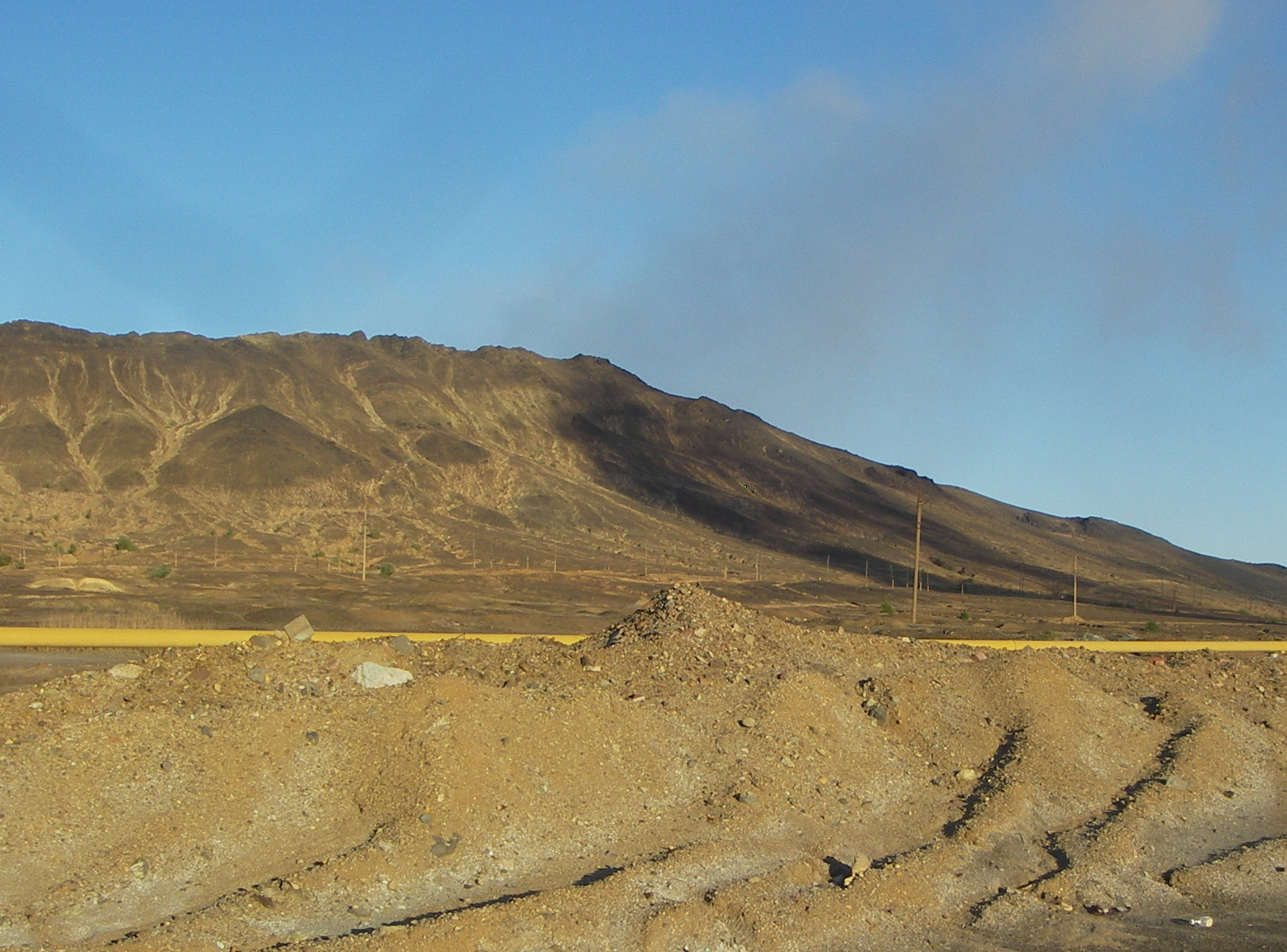
Гора у Карабаш, облисіла від викидів заводу

У багатьох ЗМІ стверджується, що ЮНЕСКО назвала Карабаш найзабрудненішим містом в світі. Це заперечує голова Карабаського міського округу В'ячеслав Ягодинець:
|  | Ми намагалися знайти такий документ. Не знайшли. Хоча шуму тоді було багато. Ми навіть боялися на місцевому хлібі писати «Карабаш» - його б ніхто не купив! |